# FM1 Konzorcium
Az FM1 Kommunikációs és Kulturális Zrt. (röviden FM1 Zrt., korábban FM1 Konzorcium) a Neo FM rádiócsatornát üzemeltető cég. Tulajdonosai az EST Media Group Vagyonkezelő Kft. (EMG) és a radiocafé 98.6-t üzemeltető radiocafé Tömegkommunikációs és Kulturális Szolgáltató Kft. Mindkettő 100%-os tulajdonosa az econet.hu Nyrt. magyar médiacég, amelynek részvényei a Budapesti Értéktőzsdén (BÉT) is forognak.

## Története
Az FM1 Konzorcium a 2009-ben kiírt, a magyar kereskedelmi rádiók üzemeltetéséről szóló állami koncessziós pályázatra alakult. Nyertes pályázatában évi 200 milliós fix frekvenciadíjat és az árbevétele felét ígérte, összesen minimum 350 millió forintot. A Konzorcium a rádió reklámidejét teljes egészében egy külső cégnek (sales house) adja el, amely azt továbbértékesíti. Ha a Konzorcium nyomott áron adja el a reklámidőt, akkor a viszonteladónál realizálódik a nyereség jelentős része, a konzorcium árbevétele pedig csak a minimális koncessziós díj fizetését fedezi a magyar adóhatóság felé.
A sales house-t akkor tekintette az Országos Rádió és Televízió Testület (ORTT) által 2009 nyarán kiírt koncessziós pályázat kapcsolt cégnek, ha a rádió tulajdonrésze meghaladja a 25%-ot benne. Ez a feltétel azonban nagyon könnyen kijátszható.
Sajtóhírek szerint a 2009-es rádiópályázat végeredménye az ORTT delegáltjait adó nagy parlamenti pártok megegyezésével jött létre. Az FM1 pályázati győzelmét az MSZP-s tagjai támogatták, a másik győztest, az Advenio Zrt.-t pedig a fideszesek. Az FM1 stabil befektetői háttér hiányában vonzóbbnak tűnt, mint a külföldi intézményi befektetők kezében lévő riválisok.
Az ORTT elnöke, Majtényi László emiatt lemondott tisztségéről.
Az FM1 Konzorcium 2009 novemberében zártkörűen működő részvénytársasággá alakult.
További pályázati vállalásai:
- műsorszolgáltatási díjajánlata a 2009–2016 évekre 7 240 417 000 Ft
- 30 százalék feletti arányban lesznek „a hallgatói érdeklődést is messze kielégítő, színvonalas közszolgálati műsorszámok”
- heti 710 percnyi közszolgálati és kulturális műsor
- 35 százalékos magyar zenei arány
- 10 százalék a két évnél frissebb zeneszámok aránya

2010 augusztusában az econet.hu 5 millió forintról 705 millió forintra emelte a cég alaptőkéjét, és 75%-os tulajdonát értékesítette. A vásárló Székely Gábor, a Szerencsejáték Zrt. korábbi vezetőjének új cége, az FM1 Friends Kft. volt 530 millió forintért.
Az FM1 Zrt. 2010-ben és 2011-ben is veszteséget produkált. 2010-ben 1,14 milliárd forintos nettó árbevétel mellett 713 millió forint veszteséget termelt. Az árbevétel 2011-ben 641 millióra zsugorodott, a veszteség pedig 1,2 milliárdra nőtt. Miután nem fizette sem a koncessziós, sem a műsorsugárzási, sem a jogdíjakat, 2012. június 20-án a Médiatanács felbontotta a műsorszolgáltatási szerződést az eladósodott céggel.
2012 júliusában jelképes összegért, mindössze 5 forintért Medveczky Mihály volt ügyvéd vásárolta meg.

## Külső hivatkozások
- Az Országos Rádió és Televízió Testület közleménye az FM1 pályázati győzelméről – ORTT.hu, 2009. október 28.
- Novembertől jöhetnek az új országos rádiók – Index, 2009. október 28.